# Justitiepaleis van Brussel

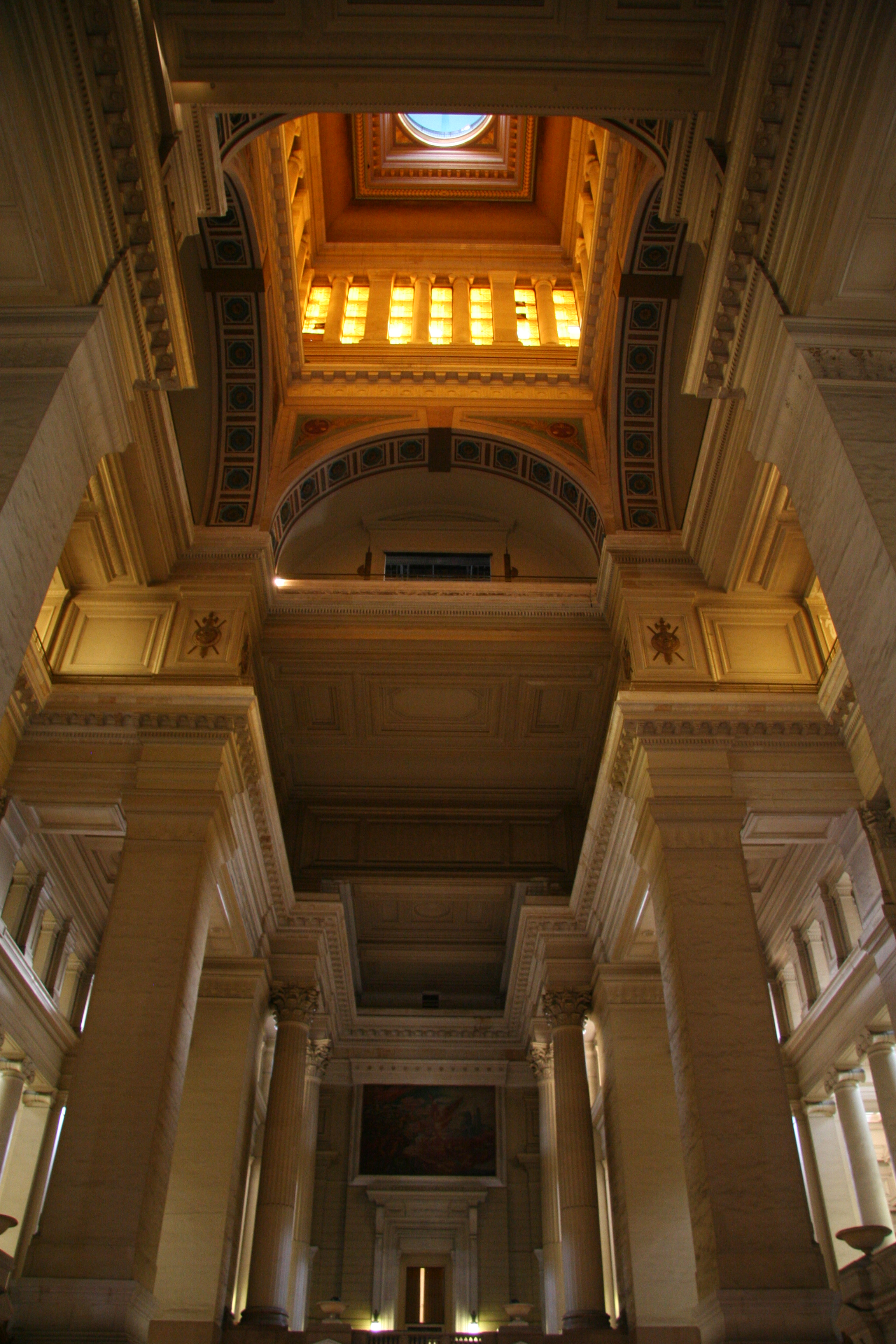
Salle des pas perdus

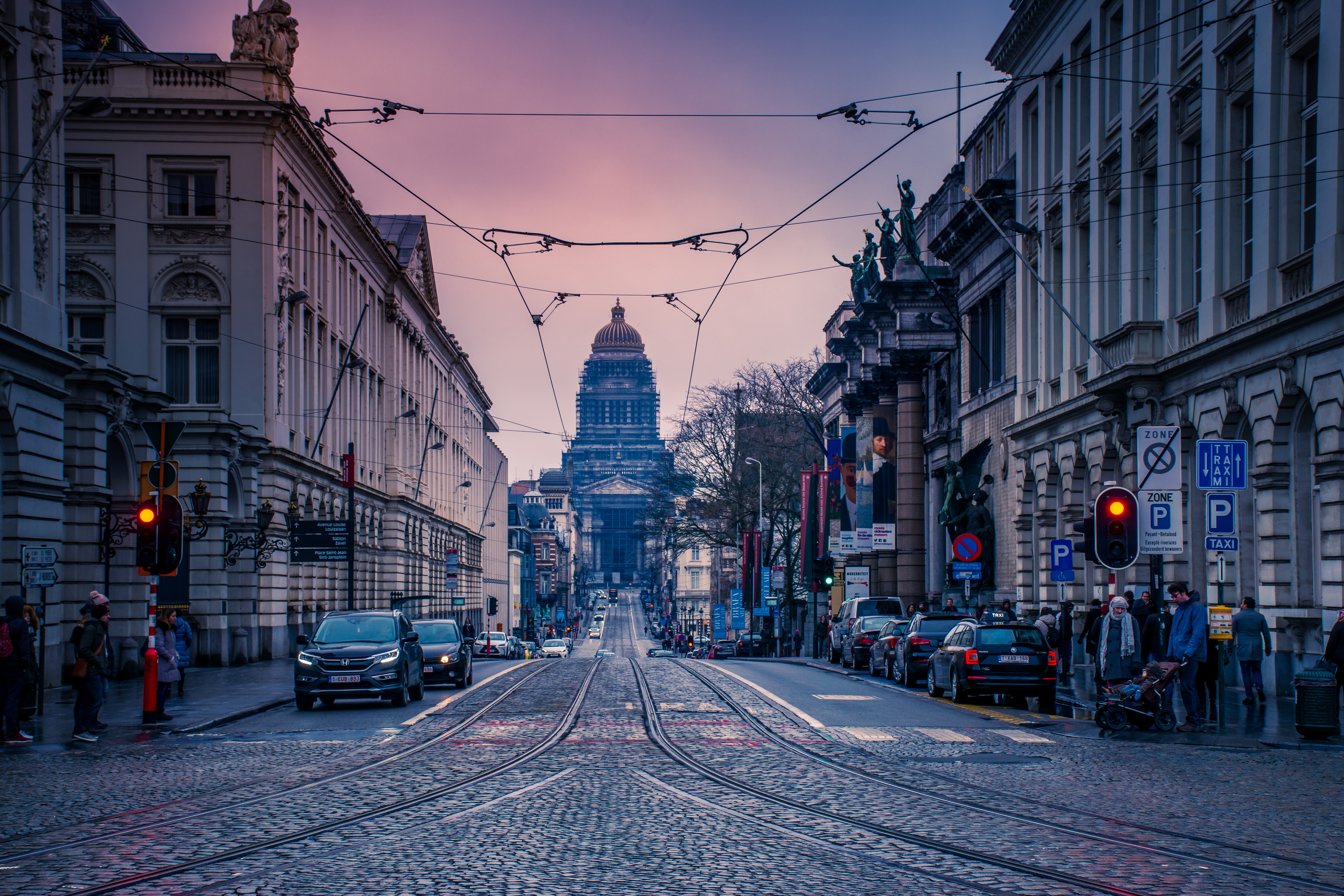
Afsluitend perspectief van de Regentschapsstraat

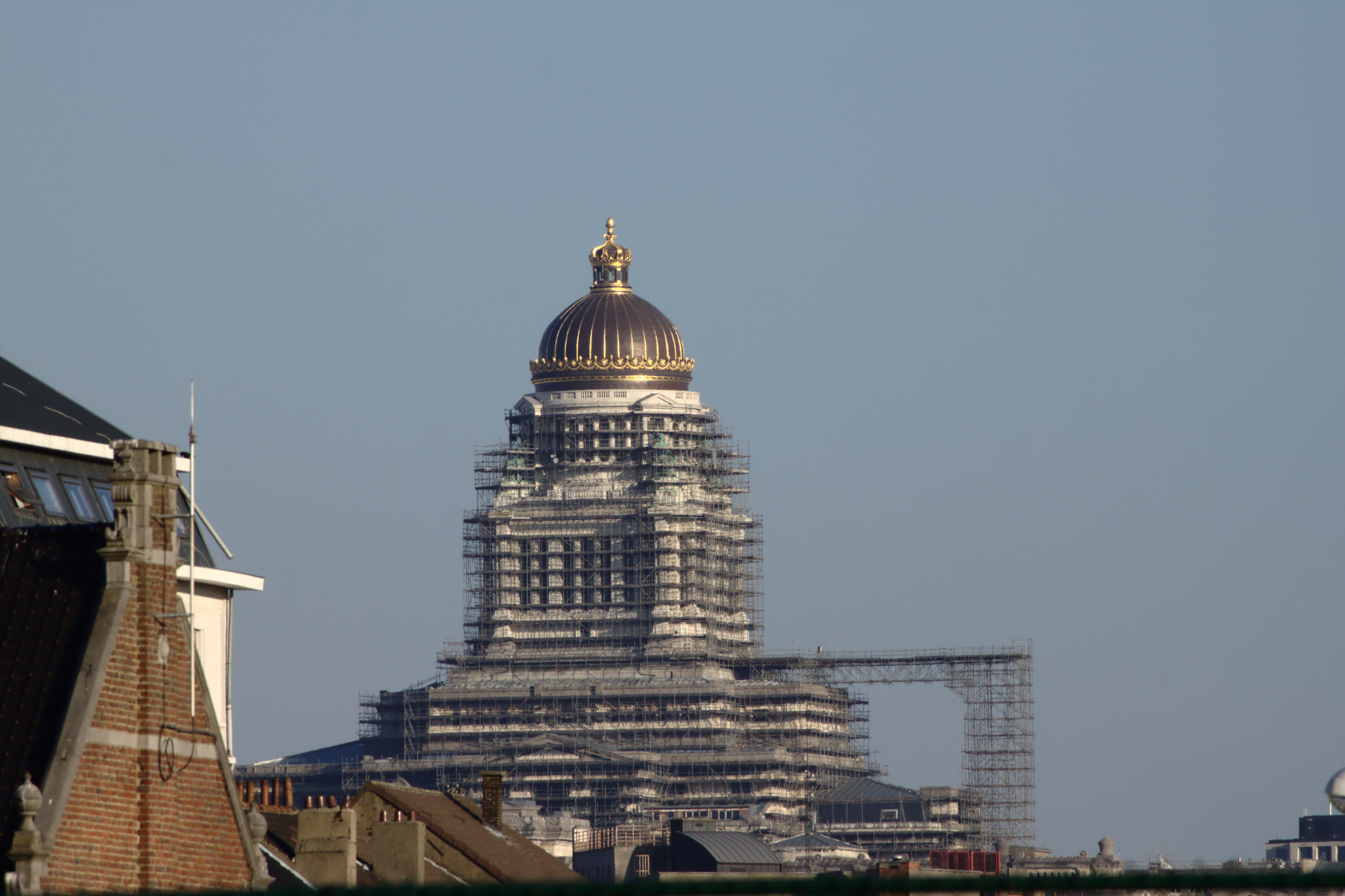
Stellingen rond de toren

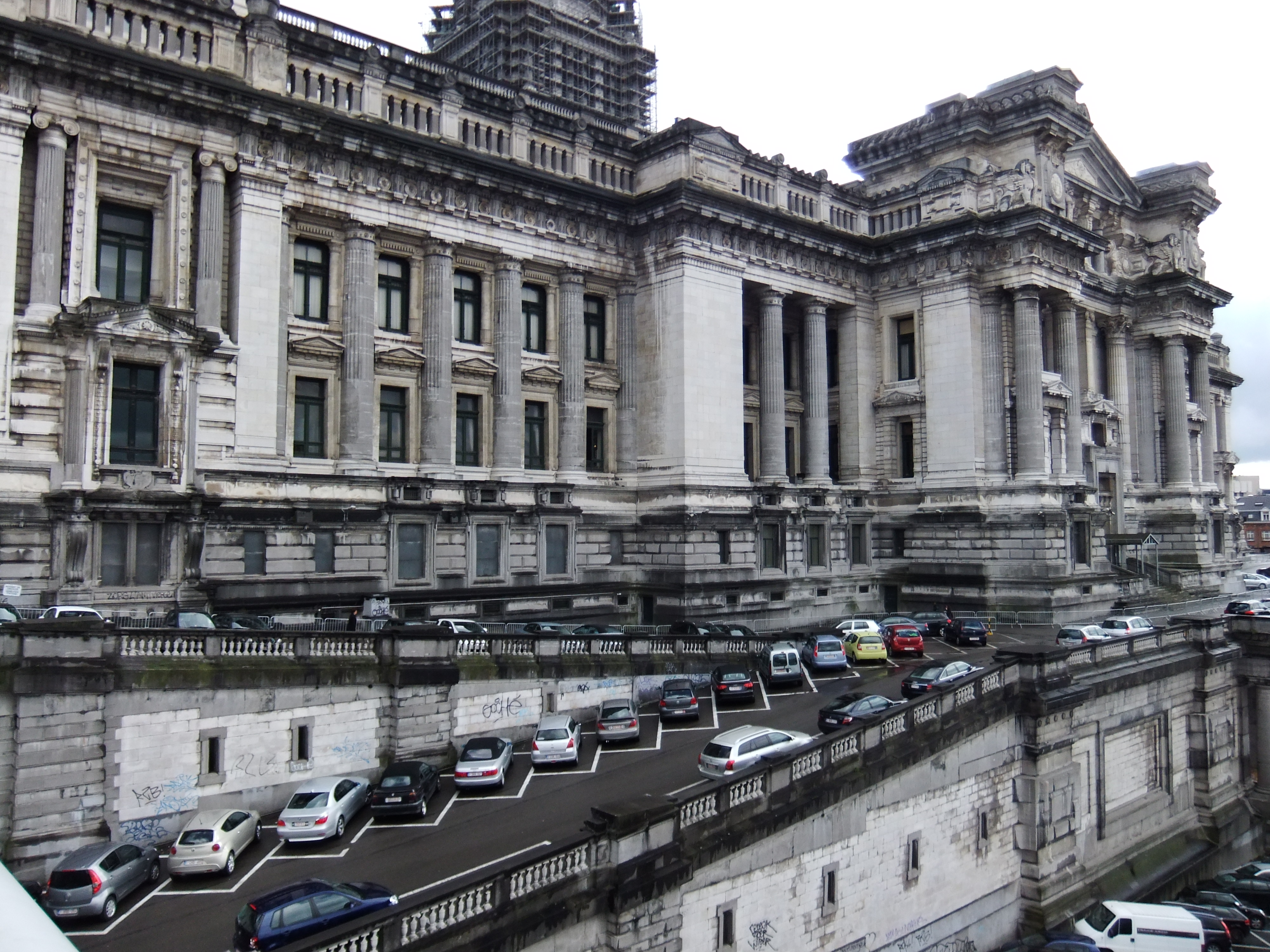
Zijgevel

Het Justitiepaleis van Brussel (Frans: Palais de justice de Bruxelles) is een gerechtsgebouw gelegen aan het Poelaertplein in Brussel, België. Met een bebouwde oppervlakte van 26.006 m² was het bij de oplevering in 1883 onder de grootste bouwwerken ter wereld en het is nog steeds het grootste gebouw in zijn soort. Sinds 2001 is het Justitiepaleis een beschermd monument.

## Toelichting
Het Justitiepaleis is het centrum van het rechtsgebied van het hof van beroep van Brussel en van het gerechtelijk arrondissement Brussel en de zetel van het Hof van Cassatie. Het gebouw is opgetrokken in eclectische stijl, vanaf 1860, door architect Joseph Poelaert, onder de regering van de koningen Leopold I en Leopold II. Dit gigantische gebouw werd in de 19de eeuw beschouwd als het grootste gebouw ter wereld.
Naast nieuwe gevangenissen en rijkswachtkazernes geeft dit gebouw een nieuwe visie mee op de misdaadbestrijding in de tweede helft van de 19e eeuw. De nadruk kwam meer te liggen op het afschrikwekkende van het nieuwe arsenaal aan repressieve instellingen en gebouwen dan op de vrij willekeurige fysieke en publieke strafuitvoering in het voorheen heersende ancien régime.

## Beschrijving
Het gerechtsgebouw is gebouwd op een sterk hellend vlak (niveauverschil van 20 meter tussen de boven- en benedenstad) waardoor de ingangen zich op verschillende niveaus bevinden. Alles aan dit gebouw is van enorme afmetingen en groots van schaal. Het gebouw heeft de vorm van een rechthoek waarvan de middellijnen respectievelijk 150 en 160 meter lang zijn. De totale bebouwde grondoppervlakte is 26.006 m². Het is voorzien van 8 binnenplaatsen (6000 m²), 27 grote en 245 kleine zalen of lokalen. Een monumentale koepel (24.000 ton), 104 meter hoog (142 meter boven TAW), bekroont het gebouw.
De indrukwekkende hal of de salle des pas perdus is zo'n 3.600 m² groot met inbegrip van de galerij van de eerste verdieping en is 90 meter lang en 40 meter breed. Een windroos met zestien stralen geeft het centrum van de ruimte aan.
De hoofdingang aan het Poelaertplein wordt betreden via een monumentaal peristilium. Aan de voet van twee grote trappen staan meer dan levensgrote standbeelden van de wetgever Lykourgos, de redenaar Demosthenes, de advocaat Cicero en de rechtsgeleerde Ulpianus. Ze zijn gemaakt door Armand Cattier en Félix Bouré. Die laatste, specialist van kolossale leeuwen, maakte ook de twee griffioenen onder het fronton van het centrale portiek. Op dat fronton, 39 meter hoog, troont de buste van de gehelmde Themis, een creatie van Joseph Ducaju.

## Geschiedenis

### Bouw
Het vroegere justitiepaleis bevond zich op het Gerechtsplein aan de kant van de Grote Zavel. Het gebouw uit 1818-1823 van de architect François Verly was te klein geworden en dus zocht men naar een locatie om een nieuw justitiepaleis te bouwen. Die werd gevonden op de vroegere Galgenberg, waar veroordeelden werden opgehangen. De plek was grotendeels ingenomen door de tuinen van de familie De Mérode. De tuinen en vier aangrenzende straten werden onteigend. De bewoners kregen nieuwe behuizing in tuinsteden opgetrokken aan het Kattengehucht in Ukkel.
Ondertussen was voor het prestigieuze project bij Koninklijk Besluit van 27 maart 1860 een wedstrijd georganiseerd waaraan Belgische en buitenlandse architecten konden deelnemen. Er was een oppervlakte van 1 hectare 60 are voorzien voor de inplanting. De beoordelingscommissie ontving 28 ontwerpen waarvan geen enkel voldeed.
Men maakte nog meer ruimte vrij (2 hectare) en de minister van Justitie Victor Tesch kreeg de opdracht een architect aan te wijzen. Het werd Joseph Poelaert, een architect die in de beoordelingscommissie had gezeteld. Er volgde een lange periode van discussies over de uiteindelijke kostprijs, geraamd op 12 miljoen BEF in 1863, en de uit te voeren onteigeningen, het bedrag van de financiële tussenkomst van de stad Brussel en de provincie Brabant enz. Opnieuw werd de oppervlakte van het bouwterrein herzien en kwam men uit bij een oppervlakte van 4,63 hectare en een extra kost van 3,2 miljoen BEF.
Op 31 oktober 1866 werd de eerste steen gelegd en in 1867 moesten de bewoners van de wijk Bovendael plaats ruimen voor het monumentale gerechtsgebouw. Om aan hun boosheid lucht te geven, wezen ze de chef-architect Joseph Poelaert aan als verantwoordelijke voor hun ongeluk. Zo ontstond de spotnaam "schieven architek", een van de ergste scheldwoorden in het dialect van de Marollen.
Het paleis werd op 15 oktober 1883 uiteindelijk in gebruik genomen. Architect Poelaert, in 1879 overleden, zag dus de voleinding van zijn levenswerk nooit. Uiteindelijk kostte het hele project 45 miljoen BEF, inclusief het meubilair. In de 24 grote en 236 kleinere zittingzalen van het paleis hadden, conform de opdracht, alle civiele en militaire rechtbanken van Brussel een plaats gekregen.

### Nazitijd en brand
Hitler was een grote fan van het gebouw en stuurde Albert Speer om het te bestuderen. Verschillende monumentale gebouwen uit het nazitijdperk zouden zijn beïnvloed door het ontwerp van het Justitiepaleis van Brussel.
Op het einde van de Duitse bezetting in de Tweede Wereldoorlog was nagenoeg de laatste daad van de terugtrekkende troepen het in brand steken van het Justitiepaleis. Op 3 september 1944 stichtten ze brand in de koepel, die instortte. Omdat ook een deel van de kelders, waar de archieven lagen, tot ontploffing werd gebracht, vermoedt men dat ook de collaborateurs van het VNV en Rex betrokken waren om sporen uit te wissen.
Bij de herstellingswerken onder leiding van architect-conservator Albert Storrer in 1948 werd de koepel 2,50 meter opgehoogd, omdat sommigen hem voordien te plat vonden.

### Renovatie
Het Justitiepaleis staat sinds 1984 in de stellingen, wachtend op een renovatie die nooit wordt aangevat. De opbouw gebeurde in 1984 om de restauratie te bestuderen en vallende stenen op te vangen. Tegen het jaar 2000 waren geen werken van belang ondernomen en was ongeveer 530.000 euro uitgegeven aan huur. Op dat moment besliste de Regie der Gebouwen de steigers, die zelf ook een renovatie vereisten, aan te kopen. De kost van deze dubbeloperatie was 160.000 euro.
In 2002-2003 werd de dakbedekking vernieuwd en de ruwbouwstructuur hersteld en verstevigd. Op maandag 1 september 2003 werd de beschermfolie van de vergulde koepel verwijderd, een aandachtstrekker in de skyline van Brussel.
In 2004-2005 werd de onderbouw van de koepel licht gerenoveerd (onder andere de zuilengalerij en de onderliggende sokkel), in afwachting van de werkelijke werken. Tegen de voorgevel werden toen ook stellingen geplaatst wegens vallende stenen. Een geparkeerde auto was zwaar beschadigd en in 2011 kwam een blok van 40 x 40 x 40 cm naar beneden. Opnieuw werd van 2005 tot 2014 huur betaald (660.000 euro), alvorens werd beslist om de 39.000 m² stelling aan te kopen voor 42.000 euro. Overigens oordeelde de in het gebouw zetelende rechtbank van eerste aanleg dat de steigers illegaal waren, zonder evenwel de afbraak ervan te bevelen, omwille van veiligheidsredenen.
In 2010 kondigen ministers Stefaan De Clerck, minister van Justitie, en Didier Reynders, verantwoordelijk voor de Regie der Gebouwen, in het kader van het Belgische voorzitterschap van de Europese Unie, een internationale ideeënwedstrijd om mogelijke toekomstige bestemmingen voor het Brusselse gerechtsgebouw uit te tekenen. Uiteindelijk werd vastgehouden aan de justitiële functie.
In 2021 gingen de voorbereidingen voor de restauratie van de voorgevel van start met het renoveren en in gereedheid brengen van de stellingen (kostprijs: 1,5 miljoen euro). Volgens de eerste planning zou de restauratie aan de buitenzijde afgerond zijn in 2030 tegen een kostprijs van 100 miljoen euro en aan de binnenkant tegen 2040 voor nog eens 100 miljoen euro.

## Waardering
Tijdgenoten waren doorgaans positief over het Justitiepaleis. De Franse architect Charles Garnier, die misschien was geraadpleegd door Poelaert, zei vlakaf: "Het is het enige monument dat men in Europa heeft gebouwd sinds het begin van de eeuw". Zijn landgenoot Paul Verlaine noemde het "grandioos, bijbels en michelangelesk met wat Piranesi".
Architect Victor Horta was hard in zijn kritiek: "Cyclopische architectuur ontsproten aan de verbeelding van een dwerg, zonder kennis van de menselijke schaal." Toch erkende hij dat op een instinctief niveau ook een andere beoordeling mogelijk was: "Ik ondervind nog steeds bij elk weerzien dezelfde indruk van verstomming en bewondering die door geen enkele kritiek, hoe terecht ook, kan worden uitgewist. Het werk van Poelaert is, op intellectueel vlak, buiten het domein waar het genie tot bloei komt, onverdedigbaar."

## Trivia

Het Paleis van Justitie in Lima

- Het Justitiepaleis is groter dan de Vaticaanse Sint-Pietersbasiliek.
- Een aanzienlijk deel van de Marollenwijk werd onteigend en afgebroken voor de bouw van Poelaerts project. Dit werd destijds gecontesteerd vanwege de veroorzaakte sociale drama's. Toen de Marolliens zagen welk bombastisch gebouw op de heuvel verrees, gingen ze Poelaert oneerbiedig de "Skieven Architec" noemen (Schuine - pejoratief bedoeld - Architect), een uitdrukking die in het Brussels nog steeds voortleeft.[3]
- Op technisch-bouwkundig vlak was het vrij vernieuwend om ijzer en andere metalen te combineren met steen, onder meer in de grote toegangsportiek en de imposante koepel.
- Hoewel een koepel ontbreekt en het gebouw veel kleiner is, lijkt het Paleis van Justitie in Lima (waar het hoogste gerechtshof van Peru zetelt) zowel qua vorm als qua façade sterk op het gerechtsgebouw van Brussel, iets wat niet verwonderlijk is aangezien het gebouw gebaseerd is op de plannen van deze laatste.
- In de koepel werden in 1951 antennes van de prille televisieomroep opgesteld en vanaf 1953 was de dispatching van Eurovision er ondergebracht. De 17 meter hoge antenne werd in 2002 verwijderd.
- In de musical "Darling Lili" uit 1970 (met Julie Andrews in de hoofdrol) fungeert het gebouw als spoorwegstation.
- Het Justitiepaleis werd op 3 mei 2001 als monument beschermd bij regeringsbesluit.[3]
- Naast het Justitiepaleis bevindt zich het Belgisch Nationaal Infanteriemonument.